# Sud pontino
Il Sud pontino è l'area storico-geografica della Provincia di Latina collocata a sud dell'agro pontino. Si estende per convenzione a partire dai Monti Ausoni, che separano la pianura pontina da quella di Fondi, e consiste nei territori che appartenevano alla provincia di Terra di Lavoro prima della fondazione di Littoria (oggi Latina) e della sua provincia. Terracina segna il confine meridionale dell'agro pontino e si trova geograficamente in una posizione centrale tra le due aree, sebbene storicamente invece appartenga all'area più settentrionale.

## Il territorio
Il Sud Pontino è un'area stretta tra i monti Aurunci e Ausoni, il mar Tirreno ed il fiume Garigliano.
Il toponimo ha origine con l'istituzione della Provincia di Latina, ove l'aggettivo pontino cominciò ad essere usato impropriamente per tutto il territorio provinciale, originando la necessità di definirne in modo destintivo l'area meridionale correggendo così l'impropria estensione.
Il termine "pontino", riferito all'agro, alla pianura ed alle antiche paludi situate a nord dell'area trattata, ha un'etimologia incerta, con riferimenti ai toponimi antichi di Pontia (Ponza), Suessa Pometia (antica città scomparsa, da cui l'espressione Ager Pometinus), nonché alla radice indoeuropea pont-, col significato di distesa di acqua.
Se l'area pontina vera e propria è quindi quella a nord dei monti Ausoni, la semantica del toponimo "Sud Pontino" è quindi quella di territorio posto a sud del territorio pontino (storicamente circoscritto a quella parte della Campania e dell'antica provincia di Terra di Lavoro comprendente il territorio settentrionale del Circondario di Gaeta).

## Storia
La regione fu occupata, a partire dal 2000 a.C. circa, dalla prime popolazioni indoeuropee discese in Italia. In particolare l'area fu occupata da popolazioni Aurunche-Ausoniche. La zona dopo la conquista romana, venne a far parte del Latium novum o adiectum, ovvero "aggiunto", perché era un territorio che essi avevano aggregato al Latium vetus, territorio delle popolazioni Latine, Volsche ed Erniche.
Le due regioni storico-geografiche entrarono in seguito a far parte, insieme alla Campania felix, della Regio prima (più tardi nota con il nome di Latium et Campania) nella suddivisione territoriale e amministrativa stabilita dalle riforme di Augusto. In età imperiale il Lazio era ormai percepito come un'entità unica, mentre restava netta la distinzione rispetto alla Campania, con il confine fissato al fiume Garigliano.
Nell'Alto Medioevo l'area si frammentò sotto l'influenza contrapposta dei Longobardi e dei Bizantini; Si vennero definendo in tale epoca lo Stato della Chiesa, la Terra di San Benedetto e il Ducato di Gaeta, realtà che riaggregarono il Latium in due blocchi separati.
Dopo secolari negoziati tra Papato e Re Borbonici, solo il 26 settembre 1840, Gregorio XVI e Ferdinando II sottoscrissero un trattato di confinazione, che pose termine allo stato di incertezza in cui versava la frontiera dei suddetti stati, causa di dispute tra le popolazioni. L'apposizione di cippi di confine in pietra avvenne tra il '46 e il '47.
Il Sud pontino era compreso nella provincia del Regno di Napoli di Terra di Lavoro.
Il decreto istitutivo della provincia di Frosinone del 6 dicembre 1926 prevedeva che il nuovo territorio provinciale comprendesse anche l'attuale Sud pontino. Pochi giorni dopo, attraverso regio decreto del 2 gennaio 1927, parte della neonata provincia passò alla provincia di Roma; il 25 gennaio 1934 fu istituita la provincia di Littoria, oggi Latina, scorporando le aree più a sud della provincia di Roma.

## Sede distaccata della Provincia
La struttura della Sede Decentrata di Formia, aperta all'inizio del 1999 ed ubicata in Via Olivastro Spaventola, si concretizza fondamentalmente nell'attività d'intermediazione fra il territorio del Sud Pontino e la Sede Centrale della Provincia. È costituita da:
- Distaccamento delle Guardie Provinciali
- Ufficio Viabilità composto da 26 unità, incaricate della manutenzione delle strade del Distretto Sud della Provincia
- Squadra del Settore Edilizia Scolastica, composta da n° 3 unità, incaricate della manutenzione degli edifici scolastici di competenza provinciale
- Ufficio Decentramento, incaricato dello svolgimento dei compiti relativi alle attività di tutti i Settori dell'Amministrazione ed in collaborazione con essi

## Dialetto e cultura locale
L'area lungo la costa o nei suoi immediati pressi (Fondi, Gaeta, Sperlonga, Itri, Formia) è all'interno dell'area linguistica laziale meridionale, con il conguaglio in "e" della vocale finale (schwa velarizzato). Accanto alle somiglianze con il napoletano, nel laziale meridionale è possibile trovare influenze dei dialetti d'Abruzzo e in maniera molto minoritaria del romanesco. Il dialetto di Fondi subisce a volte turbamenti delle vocali anche all'interno della parola, non solo nella vocale finale. Negli altri dialetti, collocati lungo l'attuale confine con la Campania, nella cosiddetta Valle del Garigliano, Minturno, Castelforte, Santi Cosma e Damiano, Spigno Saturnia, vi è la presenza di tutti i timbri delle vocali compresa la vocale finale. Essi sono ugualmente influenzati dal napoletano, ma hanno qualche elemento in più dei dialetti italiani mediani (in particolare i dialetti parlati nell'area linguistica laziale centro-settentrionale, nel nord della province di Frosinone e di Latina) oltre che dall'abruzzese.